# Vattenapahypotesen
Vattenapahypotesen eller hypotesen om den akvatiska apan ("aquatic ape hypothesis, AAH") är en alternativ förklaring till människans utveckling. Hypotesen säger att människans förfäder under en tidsperiod tillbringade sin tid i en delvis vattenmiljö. Hypotesen bygger på skillnader mellan människor och stora apor, och uppenbara likheter mellan människor och vissa vattenlevande däggdjur. Hypotesen lades fram första gången år 1942 och utvecklades under 1960-talet. Dess främsta förespråkare har varit författaren Elaine Morgan som har deltagit i diskussioner om AAH under mer än 40 år. Hypotesen har litet stöd från det vetenskapliga samfundet.
Även om det är okontroversiellt att både Neandertalmänniskan och den tidiga H. Sapiens var bättre anpassade till en vattenmiljö än andra stora apor, har den sorts radikala specialisering som AAH-teorin anger inte accepterats inom det vetenskapliga samfundet som en giltig förklaring för hur människan skiljer sig från närstående primater. Hypotesen har kritiserats för att innehålla en mängd teoretiska problem, för att inte ha stöd i några gjorda fynd, och på grund av att alternativa förklaringar finns till många av de observationer som sägs stödja hypotesen. Morgan och andra har också gjort gällande att hennes ställning som en akademisk outsider har gjort att hypotesen inte har accepterats.
Tanken på en specifik utvecklingsmiljö är främmande inom antropologin och bortser från människans formbarhet. Alister Hardy, Elaine Morgan m.fl. trodde sig ha löst ett vetenskapligt problem, men har i stället väckt en fråga som ingen vill kännas vid och har försökt besvara en fråga som inte existerar.

## Historia
1942 offentliggjorde den tyske patologen Max Westenhöfer idén om människans utveckling i närheten av vatten med uttalandet "Påståendet om ett vattenlevande stadium under ett tidigt skede av den mänskliga evolutionen är en hållbar hypotes, på vilken ytterligare undersökningar kan komma att ge ytterligare bevisning."
1930 lade marinbiologen Alister Hardy fram hypotesen om att människor kan ha haft förfäder som varit mer vattenbundna än man tidigare trott. Eftersom det var utanför hans område och medveten om vilken kontrovers det skulle medföra, väntade Hardy med att publicera sin hypotes. Efter att han hade blivit en respekterad akademiker, framförde Hardy slutligen sina tankar i ett tal till "British Sub-Aqua Club" i Brighton den 5 mars 1960. Han förväntade sig inte någon uppmärksamhet, men saken rapporterades i en rikstidning. Detta skapade en omedelbar kontrovers inom paleoantropologin. Därefter publicerade Hardy sin hypotes i en artikel i New Scientist den 17 mars 1960. Han formulerade där sin idé:
| ”          | Min tes är att en gren av denna primitiva grupp av apor tvingades av konkurrensen om livet i träden att livnära sig på havsstränderna och att där jaga för mat, skaldjur, sjöborrar m.m., i de grunda vattnen utanför kusten. Jag antar att de tvingades ner i vattnet precis som vi har sett hända i så många andra grupper av landlevande djur. Jag föreställer mig att detta hände i de varmare delarna av världen, i de tropiska hav där Människan kan stå ut att vara i vattnet under relativt långa perioder, dvs. flera timmar i sträck. | „ |
| – A. Hardy | |   |

Idén fick visst intresse när artikeln hade publicerats, men ignorerades i allmänhet därefter av det vetenskapliga samfundet. 1967 nämndes hypotesen helt kort (och avfärdades) i Den nakna apan, en bok av Desmond Morris. Där används för första gången begreppet "den akvatiska apan". Författaren  Elaine Morgan som läste om idén i Morris bok och slogs av dess potentiella förklaringsvärde, blev dess främsta initiativtagare och gav under de kommande 40 åren ut sex böcker i ämnet.
Den inledande presentationen av idén (ett populärarbete och en politisk text) hindrade AAH från att väcka seriöst intresse eller en utforskning av dess vetenskapliga värde.
Trots att hypotesen bibehållit ett visst populärt och vetenskapligt intresse under flera decennier, har hypotesen om den akvatiska apan inte accepterats av en stor majoritet av forskare inom området paleoantropologi. En liten men aktiv grupp som arbetar utanför paleoantropologins huvudfåra, icke-antropologer och en och annan professionell, citerar och försöker ge uppmärksamhet till AAH men hypotesen har aldrig helt misskrediterats av sina anhängare och har inte heller fått någon genomlysning av forskare.

## Hypotesen
AAH-hypotesen antar att många av de funktioner som skiljer människan från sina närmaste evolutionära släktingar kan förklaras genom en period av anpassning till ett liv i vattenmiljö där protohumaner tillbringat sin tid med att vada, simma och livnära sig på stränderna till sötvatten, saltvatten eller bräckt vatten (även om det har varit skilda meningar och modifieringar av hypotesen beträffande salthalten i den påstådda vattenmiljön)  och föreslår jämförelser med andra vattenlevande eller semiakvatiska arter med liknande egenskaper. Några kommentarer är: 
- Bipedalism (tvåbenthet) upp från vattnet ger stora problem för rygg, knän och organ, medan vatten skulle stödja leder och bröstkorg och tillåta andning [7][8]
- Människor är relativt hårlösa jämfört med människoaporna, liknande den hårlöshet som de marklevande noshörningen och elefanten har, vilka båda har vattenlevande förfäder[9] den kroppsbehåring som människor har följer även vattenflödeslinjerna[10]
- Ökad mängd underhudsfett för isolering, särskilt i mänskliga spädbarn [11][12]
- De snabelliknande nasala organen som människan, elefanten och svinen har utvecklat
- Den medvetna kontrollen över sin diafragma som andra apor inte har kontroll över. [10]